# Тейлор, Джеймс
Джеймс Вернон Тейлор (англ. James Vernon Taylor, род. 12 марта 1948, Бостон, Массачусетс) — американский музыкант, и автор песен, в 1970-х годах (согласно Allmusic) ставший олицетворением самого понятия singer-songwriter. Тейлор, первую известность которому принесли хиты «Fire and Rain» (#3 US, 1970) и «You've Got a Friend» (#1, 1971, композиция Кэрол Кинг), наивысшего коммерческого достижения добился со сборником Greatest Hits, который разошёлся в США 12-миллионным тиражом и получил «бриллиантовый» статус. Джеймс Тейлор — шестикратный лауреат премии Грэмми; в 2000 году он был введён в Зал славы рок-н-ролла.
Поддерживает дружеские отношения с Марком Нопфлером.

## Биография
Джеймс Тейлор родился 12 марта 1948 года в семье доктора медицины Айзека М. Тейлора и начинающей оперной певицы Гертруды Вударт. В детстве он обучался игре на скрипке, в 1960 году начал играть на гитаре. В 1963 году в Массачусетсе Тейлор поступил в подготовительный класс Milton Academy. Летом того же года он познакомился с гитаристом Дэнни Корчмаром (англ. Danny 'Kootch' Kortchmar) и с ним создал фолк-дуэт. Покинув школу в 16 лет, Тейлор собрал группу с братом Алексом. После переезда в Нью-Йорк он попал в клинику McLean Psychiatric Hospital (в Массачусетсе) в связи с приступом депрессии; впечатления от пребывания в ней легли в основу его первых песен.
Вернувшись в Нью-Йорк (с дипломом, который защищён был в процессе лечения), Тейлор в 1966 году собрал группу The Flying Machine, пригласив в состав Корчмара и Джоэла О’Брайена. Группа, игравшая в Гринвич-Виллидж, получила контракт с незадолго до этого возникшим лейблом Rainy Day Records (название заимствовавшим у песни Тейлора «Rainy Day Man»). Группа выпустила сингл «Brighten Your Night with My Day» (с «Night Owl» на обороте), но вскоре после релиза, оказавшегося коммерчески безуспешным, весной 1967 года распалась.
К 1968 году Тейлор стал наркоманом. В надежде преодолеть героиновую зависимость, он отправился в Лондон, где предложил свои плёнки Питеру Эшеру, в прошлом — участнику Peter & Gordon, на тот момент работавшему в Apple Records. В результате Тейлор подписал с Apple контракт и выпустил здесь дебютный сольный альбом James Taylor, появившийся в Британии в декабре 1968, а в США — в феврале следующего года. Релиз поначалу прошёл незамеченным. Тейлору, так и не сумевшему освободиться от героиновой зависимости, пришлось вернуться в США и лечь в клинику Austin Riggs в Массачусетсе.
К июлю 1969 году Тейлор был уже в состоянии дать свой первый концерт в лос-анджелесском клубе Troubadour. Успешному развитию карьеры музыканта в тот момента помешала серьёзная травма, полученная в результате мотоциклетной аварии, когда он сломал обе руки и из-за этого в течение нескольких месяцев оставался без работы. Лишившись контракта с Apple Records (но сохранив связи с менеджером Эшером), Тейлор подписал новый, с Warner Bros. Records, и записал второй альбом Sweet Baby James, который вышел в феврале 1970 года и принёс автору первый коммерческий успех. Синглом из него вышла «Fire and Rain», песня, рассказывавшая о днях, проведённых в психиатрических палатах. В октябре сингл поднялся в первую пятёрку хит-парада; к этому времени такого же успеха добился и альбом, в который он был включён.
Этот успех подогрел интерес и к дебютному альбому, который с запозданием, но вошёл в чарты, как и сингл «Carolina on My Mind». Более того, определённый успех имел и James Taylor and the Original Flying Machine (1967), сборник, составленный из старых записей его давно распавшейся группы. Вторым синглом из альбома Sweet Baby James вышел «Country Road», в марте ставший хитом. Тогда же Тейлор появился на обложке журнала Time, где его объявили, ни много ни мало, основателем и лидером движения «авторской песни» в современной популярной музыке.
Тем временем Тейлор дебютировал на актёрском поприще: он снялся в фильме «Двухполосное шоссе» (англ. Two-Lane Blacktop), но последний успеха не имел (хоть в ретроспективе и высоко оценивался), и на этом актёрскую карьеру певец решил завершить. В апреле 1971 года вышел его новый альбом Mud Slide Slim and the Blue Horizon (#2), сингл из которого, «You’ve Got a Friend» (композиция Кэрол Кинг) поднялся на вершину хит-парада, получил золотой статус и стал международным хитом. Второй сингл «Long Ago and Far Away» в чартах оказался намного ниже, но впоследствии разошёлся более чем двухмиллионным тиражом. 14 марта 1972 года за первый из них Тейлор получил свою первую «Грэмми» (в номинации «Best Male Pop Vocal Performance»). Взяв полуторагодовую паузу, Тейлор приступил к работе над следующим альбомом: One Man Dog вышел в ноябре 1972 года и в коммерческом отношении оказался менее успешным, чем предыдущий релиз, несмотря на то, что поднялся в первую «пятёрку» и получил «золотой статус». Сингл из него, «Don’t Let Me Be Lonely Tonight», также стал хитом. Вечером 3 ноября музыкант, выступая в нью-йоркском Radio City Music Hall, объявил зрителям о том, что утром женился на певице Карли Саймон, к этому времени уже успешной поп-исполнительнице.
В январе 1974 года в дуэте с женой Тейлор исполнил «Mockingbird» (кавер хита 1963 года Инес и Чарли Фоксов), который вошёл в альбом Саймон Hotcakes, затем вышел синглом, поднялся в Top 5 и приобрёл золотой статус. В июне того же года Тейлор выпустил альбом Walking Man, которому предшествовали весенние гастроли, но добился с ним лишь умеренного коммерческого успеха. Вышедший в мае 1975 года Gorilla (#6) стал «золотым», во многом благодаря успеху сингла «How Sweet It Is (To Be Loved by You)» (#5), каверу песни Марвина Гэя 1964 года.
Седьмом альбом Тейлора In the Pocket (#16, 1976) стал «золотым», сингл из него «Shower the People» поднялся в чартах «Биллборда» до #22. К окончанию своего контракта с Warner Bros., певец перезаписал несколько своих старых песен, выпускавшихся на Apple, для сборника Greatest Hits, который вышел в ноябре и поднялся до #23. Он подписал контракт с Columbia Records, свой первый альбом для новой компании, JT, выпустив в июне 1977 года. И альбом, и сингл и него — «Handy Man», хит Джимми Джеймса 1959 года, — поднялись в США до #4. Именно эта песня обеспечила ему в феврале 1978 года вторую «Грэмми», в категории «Best Pop Vocal Performance».
Вместе с Саймон Тейлор принял участие и в кавере «(What A) Wonderful World» (песни, которая становилась хитом в исполнении Сэма Кука и Herman’s Hermits), выполненном Артом Гарфанкелом, вышедшем в чарты в марте 1978 года. Затем музыкант принял участие в постановке бродвейского мюзикла Working по мотивам одноимённого бестселлера Стадса Тёркела, написав для спектакля три песни. Премьера шоу прошла 14 мая 1978 года; всего было дано лишь 25 концертов, но две песни отсюда, «Millworker» и «Brother Trucker», Тейлор включил в свой следующий альбом. Очередным его хитом в дуэте с Карли Саймон стал в том же году кавер «Devoted to You» The Everly Brothers.
После двухлетней паузы в апреле 1979 года вышел альбом Flag; сингл из него, кавер-версия «Up on the Roof», хита The Drifters 1963 года, вошёл в Top 40; сам альбом поднялся в первую десятку и стал платиновым. В сентябре того же года Тейлор выступил на антивоенном концерте No Nukes в Мэдисон Сквер Гарден; позже запись его сета частично вошла в тройной альбом No Nukes и музыкальный фильм того же названия.
Летом 1980 года Тейлор вышел в американское турне, не имея нового альбомного материала; с этого времени гастрольная деятельность стала главным элементом его музыкальной карьеры. Осенью того же года он принял участие в записи альбома музыки для детей In Harmony 2, исполнив «Jelly Man Kelly» и получив Грэмми (1981) в категории «Best Recording for Children». После продолжительного турне, длившегося весь год, Тейлор выпустил Dad Loves His Work: альбом стал хитом и получил золотой статус; вышедший из него «Her Town Too», написанный в соавторстве (J. Taylor, J.D. Souther & Waddy Wachtel) стал самым успешным синглом певца после «Fire and Rain».
Первую половину 1980-х годов Тейлор провёл в почти непрерывных гастролях; тогда же распался его брак с Карли Саймон (они развелись в 1983 году). В январе 1985 года он выступил на концерте Rock in Rio в Бразилии, после чего выпустил здесь Live in Rio. Следующий альбом That’s Why I’m Here вышел в октябре 1985 года; синглом в очередной раз был выпущен кавер — теперь на «Everyday» Бадди Холли. Несмотря на относительный неуспех последнего, альбом в конечном итоге стал платиновым. 14 декабря 1985 года Тейлор женился на Кэтрин Уокер, а месяц спустя начал австралийское турне, которое продолжалось с перерывом, взятым на запись следующего альбома Never Die Young, вышедшего в январе 1988 года и разошедшегося миллионным тиражом, несмотря на относительный неуспех заглавного трека, выпущенного синглом.
В июле 1987 года музыкант посетил Советский Союз, выступив в Измайлово на концерте-митинге «Наш ход» совместно с Бонни Рэйтт, Владимиром Пресняковым, «The Doobie Brothers», «Автографом», Жанной Бичевской, «Santana» и Надеждой Бабкиной с ансамблем «Русская песня». Всемирные гастроли продолжились и в начале 1990-х годов. В октябре 1991 года, когда вышел его 13-й студийный альбом New Moon Shine, Тейлор дал шесть аншлаговых концертов в нью-йоркском Paramount Theater.

### Семья
Гертруда Вудард-Тейлор до замужества в 1946 году обучалась музыке в Консерватории Новой Англии (англ. New England Conservatory of Music) и некоторое время считалась многообещающей молодой оперной певицей. Отец, Айзек М. Тейлор (англ. Isaac Montrose Taylor, 1921—1996) был медиком, впоследствии — деканом Медицинского института при Университете штата Северная Каролина. Джеймс Тейлор был вторым из пятерых детей в семье. Трое его братьев — Алекс (1947—1993), Ливингстон и Хью, а также сестра Кейт — стали музыкантами; они записывали и выпускали альбомы.

## Стиль и влияния
Джеймс Тейлор, явившись одним из родоначальников мягкого, исповедального стиля в американской поп-музыке начале 1970-х годов, стал фигурой в этом смысле знаковой: 
В начале семидесятых годов, появившись со своими задумчивыми песнями, акустической гитарой, спокойным и непритязательным песенным стилем, он словно бы выразил всю усталость нового поколения от предшествовавших тому бурных времён. Как в своё время Бинг Кросби с его внушавшим надежду голосом сопутствовал выходу страны из Депрессии и вёл её по путям военных лет, так и Тейлор облегчил переход от шестидесятых с их политическими активностью и фрустрациями — к менее политизированным, более вдумчивым семидесятым.Уильям Руллман, Allmusic.

## Награды

### Премии Грэмми
- 1972: За лучшее мужское вокальное поп-исполнение, You've Got a Friend
- 1977: За лучшее мужское вокальное поп-исполнение, Handy Man
- 1998: За лучший вокальный поп-альбом, Hourglass
- 2001: За лучшее мужское вокальное поп-исполнение, Don't Let Me Be Lonely Tonight
- 2003: За лучшее совместное кантри-исполнение с вокалом, How's the World Treating You с Элисон Краусс
- 2021: За лучший традиционный вокальный поп-альбом, American Standard

## Дискография (избранное)

### Альбомы (Billboard Top 10)
- 1970 — Sweet Baby James (#3)
- 1971 — Mud Slide Slim and the Blue Horizon (#2)
- 1972 — One Man Dog (#4)
- 1975 — Gorilla (#6)
- 1977 — JT (#4)
- 1979 — Flag (#10)
- 1981 — Dad Loves His Work (#10)
- 1997 — Hourglass (#9)
- 2002 — October Road (#4)
- 2008 — Covers (#4)
- 2010 — Live at the Troubadour (Carole King and James Taylor) (#4)
- 2015 — Before This World (№ 1)[4]